# Fritz Hofmann
Pour les articles homonymes, voir Hofmann.
Fritz Hofmann, né le 19 juin 1871 à Roßleben (en province de Saxe), mort le 14 juillet 1927 à Berlin, a été le premier athlète allemand à remporter une médaille lors des Jeux olympiques, en se classant deuxième sur 100 m aux Jeux olympiques de 1896 à Athènes.
Le premier jour de compétition des jeux, le 25 mars 1896 (6 avril dans le calendrier grégorien), il se qualifie pour la finale en terminant deuxième derrière l'Américain Thomas Burke de sa série sur 100 m. En finale, en 12 s 2, il termine deuxième et obtient ainsi une médaille de bronze (en 1896, les secondes places n'obtenaient pas d'argent).
Sur 400 m, il termine quatrième puis encore cinquième en saut en hauteur, cinquième au lancer du poids et sixième au triple saut.
Chose peu étonnante à l'époque, il participe encore à d'autres compétitions. Il est capitaine des équipes de gymnastique allemandes qui remportent l'or en en barres parallèles (Conrad Böcker, Alfred Flatow, Gustav Felix Flatow, Georg Hilmar, Fritz Manteuffel, Karl Neukirch, Richard Röstel, Gustav Schuft, Carl Schuhmann, Hermann Weingärtner) et en barre fixe (Conrad Böcker, Alfred Flatow, Gustav Flatow, Georg Hilmar, Fritz Manteuffel, Karl Neukirch, Richard Röstel, Gustav Schuft, Carl Schuhmann, Hermann Weingärtner). Individuellement, il termine aussi troisième à la corde lisse.
Hofmann qui excellait aussi en aviron et en cyclisme prit encore part à trois éditions des Jeux olympiques. En 1900 et en 1904 comme capitaine d'équipe et en 1906 sur 100 m.

## Palmarès
| Date | Compétition                   | Lieu    | Résultat         | Épreuve          | Performance |
| ---- | ----------------------------- | ------- | ---------------- | ---------------- | ----------- |
| 1896 | Jeux olympiques d'été         | Athènes | 2e               | 100 m            | 12 s 2      |
| 1896 | Jeux olympiques d'été         | Athènes | 4e               | 400 m            | 56 s 7      |
| 1896 | Jeux olympiques d'été         | Athènes | Non-partant      | 800 m            | DNS         |
| 1896 | Jeux olympiques d'été         | Athènes | Non-partant      | 110 m haies      | DNS         |
| 1896 | Jeux olympiques d'été         | Athènes | Non-partant      | Saut en longueur | DNS         |
| 1896 | Jeux olympiques d'été         | Athènes | 6e-7e            | Triple saut      | Inconnue    |
| 1896 | Jeux olympiques d'été         | Athènes | 5e               | Saut en hauteur  | 1 m 55      |
| 1896 | Jeux olympiques d'été         | Athènes | Non-partant      | Saut à la perche | DNS         |
| 1896 | Jeux olympiques d'été         | Athènes | 5e-7e            | Lancer du poids  | Inconnue    |
| 1896 | Jeux olympiques d'été         | Athènes | 3e               | Corde lisse      | 12 m 5      |
| 1906 | Jeux olympiques intercalaires | Athènes | Éliminé en série | 100 m            | Inconnue    |

| Épreuve         | Performance | Lieu | Date |
| --------------- | ----------- | ---- | ---- |
| 100 m           | 11 s 1      |      | 1893 |
| 400 m           | 52 s 3      |      | 1893 |
| Saut en hauteur | 1 m 75      |      | 1892 |